# Vuelta a Andalucía 2014
La 60ª edición de la Vuelta a Andalucía (oficialmente: Vuelta a Andalucía-Ruta Ciclista Del Sol) se disputó entre el 19 y el 23 de febrero de 2014 con un recorrido de 584,3 km repartidos en cinco etapas las cuales la primera fue un prólogo, seguida de dos etapas de montaña y finalmente otras dos adecuadas para esprínteres.
Participaron 19 equipos. El único equipo español de categoría UCI ProTeam (Movistar Team); el único de categoría Profesional Continental (Caja Rural-Seguros RGA); y 1 de categoría Continental (Euskadi). En cuanto a representación extranjera, estuvieron 16 equipos: los ProTeam del Lotto Belisol, Astana Pro Team, Trek Factory Racing, Team Sky, Belkin-Pro Cycling Team y Team Giant-Shimano; los Profesionales Continentales del Cofidis, Solutions Crédits, Topsport Vlaanderen-Baloise, CCC Polsat Polkowice, MTN Qhubeka, Wanty-Groupe Gobert y Team Novo Nordisk; y los Continentales del Etixx, ActiveJet Team, Rabobank Development Team y Team Ecuador. Formando así un pelotón de 133 ciclistas, con 7 corredores cada equipo, de los que acabaron 115. Como curiosidad fue una de las pocas carreras en las que coincidieron un filial oficial con su equipo dependiente (Belkin y su filial Rabobank) circunstancia que la UCI había prohibido o limitado desde 2012.
El ganador final fue Alejandro Valverde (al hacerse con las dos etapas de montaña -la 1ª y la 2ª- por lo que también obtuvo la clasificación por puntos, de la combinada y del primer español). Le acompañaron en el podio Richie Porte y Luis León Sánchez, respectivamente.
En las otras clasificaciones secundarias se impusieron Tom Van Asbroeck (montaña) Andrey Zeits (metas volantes), Astana (equipos). Luis Ángel Maté (primer andaluz).

## Etapas
| Etapa   | Fecha         | Recorrido                                                   | km        | Ganador            | Líder              |
| ------- | ------------- | ----------------------------------------------------------- | --------- | ------------------ | ------------------ |
| Prólogo | 19 de febrero | Almería-Almería                                             | 7,3 (CRI) | Alejandro Valverde | Alejandro Valverde |
| 1ª      | 20 de febrero | Vélez-Málaga-Jaén                                           | 186       | Alejandro Valverde | Alejandro Valverde |
| 2ª      | 21 de febrero | La Guardia de Jaén-Santuario de Nuestra Señora de la Sierra | 197       | Alejandro Valverde | Alejandro Valverde |
| 3ª      | 22 de febrero | Sanlúcar la Mayor-Sevilla                                   | 184       | Gerald Ciolek      | Alejandro Valverde |
| 4ª      | 23 de febrero | Ubrique-Fuengirola                                          | 160       | Moreno Hofland     | Alejandro Valverde |

## Clasificaciones finales

### Clasificación general
| Posición | Ciclista           | Equipo                     | Tiempo         |
| -------- | ------------------ | -------------------------- | -------------- |
|          | Alejandro Valverde | Movistar                   | 18 h 47 m 45 s |
| 2        | Richie Porte       | Sky                        | a 31 s         |
| 3        | Luis León Sánchez  | Caja Rural-Seguros RGA     | a 33 s         |
| 4        | Ion Izagirre       | Movistar                   | m.t.           |
| 5        | Tanel Kangert      | Astana                     | a 43 s         |
| 6        | Bauke Mollema      | Belkin                     | a 55 s         |
| 7        | Thomas Degand      | Wanty-Groupe Gobert        | a 1 m 02 s     |
| 8        | Dani Navarro       | Cofidis, Solutions Crédits | a 1 m 06 s     |
| 9        | Michele Scarponi   | Astana                     | a 1 m 13 s     |
| 10       | Luis Ángel Maté    | Cofidis, Solutions Crédits | a 1 m 24 s     |

### Clasificación por puntos
| Posición | Ciclista           | Equipo                 | Puntos |
| -------- | ------------------ | ---------------------- | ------ |
|          | Alejandro Valverde | Movistar               | 81     |
| 2        | Moreno Hofland     | Belkin                 | 41     |
| 3        | Ion Izagirre       | Movistar               | 38     |
| 4        | Luis León Sánchez  | Caja Rural-Seguros RGA | 37     |
| 5        | Richie Porte       | Sky                    | 35     |

### Clasificación de la montaña
| Posición | Ciclista           | Equipo                      | Puntos |
| -------- | ------------------ | --------------------------- | ------ |
|          | Tom Van Asbroeck   | Topsport Vlaanderen-Baloise | 27     |
| 2        | Linus Gerdemann    | MTN Qhubeka                 | 19     |
| 3        | David Lozano Riba  | Novo Nordisk                | 17     |
| 4        | Alejandro Valverde | Movistar                    | 13     |
| 5        | Amets Txurruka     | Caja Rural-Seguros RGA      | 12     |

### Clasificación de las metas volantes
| Posición | Ciclista        | Equipo                      | Puntos |
| -------- | --------------- | --------------------------- | ------ |
|          | Andrey Zeits    | Astana                      | 8      |
| 2        | Edward Theuns   | Topsport Vlaanderen-Baloise | 6      |
| 3        | Jakob Fuglsang  | Astana                      | 4      |
| 4        | Martijn Tusveld | Rabobank                    | 4      |
| 5        | Tom Dumoulin    | Giant-Shimano               | 3      |

### Clasificación por equipos
| Posición | Equipo                     | Tiempo           |
| -------- | -------------------------- | ---------------- |
|          | Astana                     | 56 h 27 min 08 s |
| 2        | Caja Rural-Seguros RGA     | a 2 s            |
| 3        | Sky                        | a 17 s           |
| 4        | Cofidis, Solutions Crédits | a 30 s           |
| 5        | Movistar                   | a 3 m 22 s       |

### Clasificación de la combinada
| Posición | Ciclista           | Equipo                 | Puntos |
| -------- | ------------------ | ---------------------- | ------ |
| 1        | Alejandro Valverde | Movistar               | 5      |
| 2        | Luis León Sánchez  | Caja Rural-Seguros RGA | 9      |
| 3        | Richie Porte       | Sky                    | 20     |

### Primer andaluz
| Posición | Ciclista        | Equipo                     | Tiempo           |
| -------- | --------------- | -------------------------- | ---------------- |
| 1        | Luis Ángel Maté | Cofidis, Solutions Crédits | 18 h 49 min 09 s |
| 2        | Antonio Piedra  | Caja Rural-Seguros RGA     | a 5 min 14 s     |
| 3        | Pablo Lechuga   | Euskadi                    | a 15 min 51 s    |

### Primer español
| Posición | Ciclista           | Equipo                 | Tiempo         |
| -------- | ------------------ | ---------------------- | -------------- |
| 1        | Alejandro Valverde | Movistar               | 18 h 47 m 45 s |
| 2        | Luis León Sánchez  | Caja Rural-Seguros RGA | a 33 s         |
| 3        | Ion Izagirre       | Movistar               | m.t.           |

## Evolución de las clasificaciones
| Etapa (Vencedor)                   | Clasificación general | Clasificación por puntos | Clasificación de la montaña | Clasificación de las metas volantes | Clasificación por equipos | Clasificación de la combinada | Primer andaluz      | Primer español     |
| ---------------------------------- | --------------------- | ------------------------ | --------------------------- | ----------------------------------- | ------------------------- | ----------------------------- | ------------------- | ------------------ |
| Prólogo (CRI) (Alejandro Valverde) | Alejandro Valverde    | Alejandro Valverde       | no se entregó               | no se entregó                       | Movistar                  | Alejandro Valverde            | Javier Moreno Bazán | Alejandro Valverde |
| Etapa 1 (Alejandro Valverde)       | Alejandro Valverde    | Alejandro Valverde       | Tom Van Asbroeck            | Javier Aramendia                    | Movistar                  | Alejandro Valverde            | Javier Moreno Bazán | Alejandro Valverde |
| Etapa 2 (Alejandro Valverde)       | Alejandro Valverde    | Alejandro Valverde       | Tom Van Asbroeck            | Andrey Zeits                        | Astana                    | Alejandro Valverde            | Luis Ángel Maté     | Alejandro Valverde |
| Etapa 3 (Gerald Ciolek)            | Alejandro Valverde    | Alejandro Valverde       | Tom Van Asbroeck            | Andrey Zeits                        | Astana                    | Alejandro Valverde            | Luis Ángel Maté     | Alejandro Valverde |
| Etapa 4 (Moreno Hofland)           | Alejandro Valverde    | Alejandro Valverde       | Tom Van Asbroeck            | Andrey Zeits                        | Astana                    | Alejandro Valverde            | Luis Ángel Maté     | Alejandro Valverde |
| Final                              | Alejandro Valverde    | Alejandro Valverde       | Tom Van Asbroeck            | Andrey Zeits                        | Astana                    | Alejandro Valverde            | Luis Ángel Maté     | Alejandro Valverde |